# Woodland Park (Alberta)
Pour les articles homonymes, voir Woodland Park.
Woodland Park est une communauté située dans la province d'Alberta, dans le centre.